# Esteban Pereyra
Esteban Exequiel Pereyra (San Miguel de Tucumán, Tucumán, Argentina, 16 de noviembre de 1984) es un exfutbolista argentino que jugaba como volante.

## Trayectoria

### Atlético Tucumán
Pereyra debutó con Atlético Tucumán en el año 2005. Con la camiseta del decano disputó una temporada.

### Gimnasia de Santa Fe
En el 2006 pasó a Gimnasia de Santa Fe, donde tuvo un breve paso.

### Libertad de Sunchales
En el año 2007 se sumó a Libertad de Sunchales. En su primer año se coronó campeón del Argentino B y obtuvo el ascenso al Argentino A. Su primera etapa en Libertad duró hasta el 2008. Para la temporada 2009/10 volvió al club.

### Boca Unidos
Viajó a Corrientes, en el año 2008, para jugar en Boca Unidos. Con el equipo correntino se consagró campeón del Argentino A y ascendió a la B Nacional.

### Crucero del Norte
Para la temporada 2013/14 se unió a Crucero del Norte.

### Villa Dálmine
En 2014 pasó a Villa Dálmine. Con el campanero consiguió el ascenso a la B Nacional.

## Clubes
| Club                  | País      |
| --------------------- | --------- |
| Atlético Tucumán      | Argentina |
| Gimnasia de Santa Fe  | Argentina |
| Libertad de Sunchales | Argentina |
| Boca Unidos           | Argentina |
| Crucero del Norte     | Argentina |
| Villa Dálmine         | Argentina |

## Palmarés
| Título      | Equipo                | País      | Año     |
| ----------- | --------------------- | --------- | ------- |
| Argentino B | Libertad de Sunchales | Argentina | 2006/07 |
| Argentino A | Boca Unidos           | Argentina | 2008/09 |